# Cnemidocarpa stolonifera
Cnemidocarpa stolonifera is een zakpijpensoort uit de familie van de Styelidae. De wetenschappelijke naam van de soort is voor het eerst geldig gepubliceerd in 1899 door Herdman.